# Ragnarok
 For alternative betydninger, se Ragnarok (flertydig). (Se også artikler, som begynder med Ragnarok).
Ragnarok (oldnordisk: Ragnarökr) er i germansk og nordisk religion betegnelsen for en række begivenheder, som fører til verdens undergang. Ordet betyder Gudernes skæbne og betyder, at de magtfulde guder vil dø under det sidste og afgørende slag med deres fjender. Ragnaroksmyten er beskrevet i det anonyme digt Völuspá og Snorre Sturlasons Edda, men der er mange andre referencer til eskatologi fra hele det germanske område.
Ragnarok indledes af naturkatastrofer, der kulminerer i en fimbulvinter, som varer tre år i træk, uden somre imellem. Herefter vil guderne på den ene side bekæmpe jætterne sammen med kaosuhyrerne. De fleste kæmpende vil dø, også de største guder. Slaget afsluttes af en verdensomspændende brand, hvorefter Jorden vil synke ned i havet. En ny og frisk Jord stiger op, befolket af de få overlevende af gudernes slægter og et menneskepar. Ragnarok var et vigtigt element i den nordiske verdensforståelse, der har betydning for tolkningen af mange forhold i den nordiske kultur. Betegnelsen blev gjort berømt af Richard Wagner, der kaldte sidste del af Nibelungens ring "Götterdämmerung", se Ragnarok (opera).

## Etymologi
Det nordiske ord "ragnarökr" består af to led:
ragna, er en genitiv flertal af regin, "herskende magter" (protogermansk: *ragenō) og
rökr, som betyder årsag, bane, skæbne, domfældelse, relation og afslutning (Skæbne i nordisk kultur).
Ragnarok bliver oversat med De herskende magters skæbne eller Dom. Denne tolkning bygger på, at ordet før sammensmeltningen af /ö/ og /ø/ (ca. 1200) var Rökr, der stammer fra den proto-germanske rekonstruktion *rakō. I 2007 foreslog Haraldur Bernharðsson, at det andet ord i Ragnarok oprindeligt var røk, det leder til en anden proto-germanske rod, *rekwa og åbner for andre semantiske muligheder.
I digtet Lokasenna og i Yngre Edda optræder formen ragnarøk(k)r, hvor andet led røkkr betyder "mørke". Det er usikkert om denne form skyldes en misforståelse eller en lærd omfortolkning af det oprindelige navn. I Skandinavien betyder ragnarok også katastrofe eller ulykke med meget store konsekvenser.
I kilderne bruges synonymer for begivenhederne omkring ragnarok:
- Aldar rök (Afslutning af det forhenværende) i Vafþruðnismál strofe 39
- Tíva rök (tíva = gudernes) i Vafþrúðnismál strofe 38 og 42
- þá er regin deyja (der Regin skal dø) i Vafþrúðnismál strofe 47
- Unz um rjúfask regin (når Regin ødelægges) i Vafþrúðnismál strofe 52, Lokasenna strofe 41 og Sigrdrífumál strofe 19
- Alder rof ("Det forhenværendes ødelæggelse") i Helgakviða Hundingsbana II strofe 41
- Regin þrjóta ("Regin-afslutning") i Hyndluljóð strofe 42
- þá er Muspellz-synir herja ("når Muspellsønnerne går i krig ") i Gylfaginning (kapitel 18 og 36)

## Kosmologisk sammenhæng
I den før-kristne kosmologi findes årsagen til Ragnarok i urtiden. Allerede fra skabelsen indeholdt verdensordenen en konfliktfyldt spænding mellem verdens magter. Det var den, som til sidst udløste dens destruktion. Konflikten bundede i, at guderne dræbte jætternes stamfar Ymir for at bruge hans krop til skabe Jorden af. I det nordiske slægtssamfund vedrørte et drab på et individ hele ætten, og hævn var et grundbegreb. Nordboernes forestilling om en kommende ødelæggelse af verden blev i mytologien forklaret som én magtgruppes hævn over en anden.
Det før-kristne nordiske verdensbillede var præget af ideen om, at ulige kræfter stod over for hinanden: aserne sammen med vanerne over for jætterne. Guderne repræsenterede kulturens ordnende kræfter, mens jætterne repræsenterede naturens kaoskræfter. Guderne var endnu i stand til at holde jætterne stangen og opretholde verdensordenen. Den kosmiske kamp kan tolkes som et billede på menneskets egen konstante kamp mod en farlig natur, der konstant truede med at ødelægge alt, hvad menneskene havde, men som også gav umådelige rigdomme fra sig. Mange af de nordiske myter handler om, hvordan det lykkedes guderne at fravriste jætterne deres rigdomme. Det skærpede konflikten og gjorde det endelige opgør uundgåeligt. Udviklingen mod ødelæggelsen var et resultat af et begær efter magt og rigdom, dvs. guddommelig ufuldkommenhed, men ikke af ondskab.
Det er den almindelige opfattelse, at hovedparten af de nordiske myter udspiller sig mellem afslutningen på den oprindelige guldalder og Ragnarok. I vikingetiden var truslen om Ragnarok en eksistentiel nutid: de begivenheder, der beseglede verdens og gudernes skæbne, var mytologisk set allerede sket, og verden havde allerede bevæget sig ind i slutfasen. Det er blevet foreslået at denne millenaristiske tendens måske har været en del af en større europæisk apokalyptisk strømning, som var udbredt i hele Europa omkring år 1000.

## Overlevering

### Ældre Edda
Teksterne i Ældre Edda indeholder flere referencer til Ragnarok. Den er skrevet ned ganske sent, omkr. 1225 samlede Snorri digtene, men man mener at de er blevet overleveret allerede fra omk. år 750.

#### Vølvens Spådom
I digtet Völuspá er der en lang beretning om begivenheder, som vil finde sted før verdens undergang. I første del af digtet rykker den gradvist nærmere pga. de tab guderne lider, bl.a. Odins øje, Sifs hår, Thors hammer, Tyrs hånd og til sidst Balders død. Hvert tab svækker gudernes kræfter yderligere. Samtidigt tæres Yggdrasil ustandseligt. Den strækker sig fra strofe 40 til 58. I digtets rammefortælling har guden Odin opvækket den døde Vølve, for at hun skal fortælle ham verdens skæbne, herunder dens undergang og hans egen død.
Citat fra strofe 41 og 42:
| 41. Fyllisk fjörvi feigra manna, rýðr ragna sjöt rauðum dreyra; svört verða sólskin um sumur eftir, veðr öll válynd. Vituð ér enn - eða hvat? 42. Sat þar á haugi ok sló hörpu gýgjar hirðir, glaðr Eggþér; gól of hánum í galgviði fagrrauðr hani, sá er Fjalarr heitir. | 42. Fylde Dødsens Folk i Bugen, gyde Blod over Guders Sæde, sort bliver Solskin Somrene efter, alt Vejr truer. - Hvad ved I mon mer? 43. Sad der paa Højen og slog Harpen Gygens Hyrde, gladen Egdir; ovenfor klart i [Kobberskoven] gol en herligtrød Hane Fjalar.. |

Fjalar betyder "Skjuler, Bedrager" Vølven beskriver derpå to andre haners galen: Den gyldne Gullinkambi galer hos aserne i Valhalla, mens en tredje navnløs hane sort som sod galer i Helheim i strofe 43. Efter dette ser hun, at hunden Garmr med et kæmpe hyl vil slippe fri af sin lænke foran Gnipahellir og løbe frit. Disse begivenheder markerer begyndelse på enden. Da guderne mister kontrollen over kaosuhyret Garmr, mister de kontrollen i verden.
Vølven beskriver nu tilstanden i menneskenes verden: Brødre vil dræbe brødre, søstre og brødre vil bryde slægtskabets bånd, og hor sprede sig; dvs. samfundets orden vil bryde sammen, da de regler, som regulerer det, ikke længere gælder (strofe 40-45). Beskrivelsen af sammenbruddet af menneskenes verden slutter:
| 45: Bræðr munu berjask ok at bönum verðask, munu systrungar sifjum spilla; hart er í heimi, hórdómr mikill, skeggöld, skalmöld, skildir ro klofnir, vindöld, vargöld, áðr veröld steypisk; mun engi maðr öðrum þyrma. | 46. Brødre hinanden Banesaar hugger, Søstres Børn Slægtskab bryder. Haardt lever Verden, Hor saa vide. 47. Sværd-Old, Slag-Old, Skjoldene skaarne, Vind-Old, Varg-Old, før Verden styrter, Grunde gjalder, Gyger flyvende, aldrig en Mand andre sparer. |

Vølven fortæller videre, at haner vil gale (strofe 42-43). Derpå vil hunden Garm hyle og bryde den kæde, han er bundet med. Míms sønner, som nævnes, findes der ingen andre bevarede referencer til, og deres rolle er derfor ukendt. Så løfter Heimdall Gjallarhorn og blæser dybt i det, og Odin rådspørger Míms hoved, mens verdenstræet, Yggdrasil, skælver og ryster, og vejen til Hel opsluges i flammer. Fra øst kommer jætten Hrym med sit skjold foran sig. Midgårdsormen vrider sig rasende og oprører verdenshavet. Hræsvælg skriger op, mens han sønderriver ligene af døde mænd, og skibet Naglfar river sig løs for at sejle mod vest med ildjætterne fra Muspelheim som besætning og med Loke ved roret.
Vølven fortæller videre, at mens hele Jotunheim skælver, vil guderne holde ting, og dværgene vil stå jamrende udenfor deres bjerghuler af frygt. Nu vil Surt ankomme fra syd med sit brændende sværd i hånden, klipperne vil sprække og himmel og Jord bryde sønder.
Da begynder det sidste slag, hvor guderne vil kæmpe mod de indtrængende fjender. Odin vil dø i kamp med ulven (Fenris), hvilket vil påføre hans hustru Frigg hendes anden store sorg efter sønnen Balders død. Odins søn, Vidar, vil hævne sin fader ved at dræbe ulven. Frej skal kæmpe mod Surt, hvor Frej vil blive besejret fordi han ikke har sit magiske sværd, da han gav det væk til sin tjener Skirner for at kunne blive gift med jættekvinden Gerd. Midgårdsormen vil åbne sit gab, så det når fra himlen til jorden og møde Thor i kamp. Ormen bliver dræbt, men Thor vil kun gå ni skridt, før han selv falder om, dræbt af ormens gift. Da verdens store beskytter er død, vil alle flygte fra deres hjem, solen blive mørk, jorden forsvinde i havet og stjernerne forsvinde fra himlen. Damp vil da stige op, og flammer vil nå himlen.
Ragnarok var ikke afslutningen, for en ny verden vil stige op efter den gamles undergang. Denne skabelse beskrives som upersonlig, den er præget af naturbilleder, og aserne dukker først op efter den er fuldført. Minder og spillebrikker skaber en forbindelse til den gamle verdens lykkelige urtid, og verden er alt i alt bedre end den gamle. Det beskrives ved at Vølven ser en ny Jord stige op af havet, der vil være et vandfald, og en ørn oven over vil jage fisk på et bjerg. De overlevende aser vil atter mødes på Idasletten, hvor de vil tale om de store begivenheder i fortiden, de vil tale om Midgårdsormen og om runerne. I græsset vil de finde de gyldne spillebrikker, som det blev fortalt om i begyndelsen af digtet, at guderne lykkeligt havde spillet med i urtiden (strofe 9). Markerne vil blomstre usåede, og Høder og Balder vil vende tilbage fra dødsriget og leve sammen.
I den udgave af digtet, der findes i Hauksbók, er der i strofe 65 en svært tolkelig hentydning til den "Almægtige, der hersker over al ting", som vil stige ned til gudernes hov fra oven. Dette er blevet tolket som en kristen tilføjelse. Den norske religionsforsker Gro Steinsland mener omvendt, at strofen passer med de sidste strofer og konkluderer, at strofen må senhedensk. Hun påstår videre, at idet Jorden nyskabes, vil en ny hersker netop være naturlig. Hun mener desuden at Kristus ikke vil passe ind i miljøet sammen med hedenske guder, og at det derfor sandsynligvis ikke er ham, der omtales her. De hedenske guder var de kristnes hovedfjende, hvor to religionssystemer stod overfor hinanden, og hun finder det usandsynligt, at de to mytologier blev blandet på den måde. Vølven afslutter sin fortælling med en beskrivelse af dragen Nidhug, som flyver over himlen med lig i kløerne, hvorpå hun synker tilbage til dødsriget. Det er usikkert, om hun her refererer til en hændelse i rammefortællingen eller til hendes beretning om verdens skæbne.

#### Vafþrúðnismál
I strofe 39 af digtet Vafþrúðnismál omtales vaneguden Njord i forbindelse med Ragnarok. Digtet handler om Odin, der forklædt som "Gagnráðr" mødes med den vise jætte Vafþrúðnir i en konkurrence om viden. I Vafþrúðnismál refereres Njords status som gidsel efter den tidligere krig mellem Aser og Vaner, og at ved Tiders Ende atter han kommer hjem til de vise Vaner.
I strofe 44 stiller Odin spørgsmålet til Vafþrúðnir om hvem af menneskene, der vil overleve den mægtige Fimbulvetr.). Vafþrúðnir svarer i den næste strofe, at Liv og Livthrase monne leve i Lön i Hoddmimesholt. Morgendug de have til Mad; Deden skal Slægter stamme.  Odin spørger da i den næste strofe, hvilken sol, der vil være, efter at Fenris har slugt den nuværende. Vafþrúðnir svarer at: En Datter skal Solen avle, förend Fenre den sluger. Den Mø skal ride sin Moders Veje, når Gudernes Slægt forgår.
I strofe 51 fortæller Vafþrúðnir at, efter Surtrs flammer er slukket, vil Odins sønner Víðarr og Váli bo i gudernes vi, og Thors sønner Móði og Magni vil eje hammeren Mjolnir. I strofe 52 spørger den forklædte Odin derpå om Odins egen skæbne. Vafþrúðnir svarer at: Ulven skal sluge Slægternes Fader. Ham skal Vidar hævne. I Kamp han Kæverne kløve skal på den onde Ulv. Digtet slutter med at Odin spørger jætten, hvad han hviskede i Balders øre, da han lå på ligbålet. Vafþrúðnir indser nu, at det er Odin han sidder overfor, da han er den eneste, som ved det.

### Helgakviða Hundingsbana II
I digtet Helgakviða Hundingsbana II er der en reference til ragnarok (strofe 40), her passerer valkyrien Sigrúns tjenestepige Helge Hundingsbanes gravhøj. Pigen overraskes af Helge sammen med sine mænd, hvorpå hun spørger, om hun ser syner, siden hun ser døde mænd ride, eller om ragnarok er begyndt. Helge svarer hende, at ingen af delene er sande:
| 40. "Hvárt eru þat svik ein, er ek sjá þykkjumk, eða ragnarök, - ríða menn dauðir, er jóa yðra oddum keyrið - eða er hildingum heimför gefin?" | 40. "Er det en Svig, som at se jeg tykkes, eller Ragnarok ? - Dødninger ride; Heste med hvasse Sporer I hugge -. Er Hjemlov givet de gæve Helte?" |

### Yngre Edda
Snorri Sturluson brugte meget materiale fra Völuspá til sin egen fremstilling af Ragnarok i Yngre Edda, men hans tekst bidrager også med mange forklaringer på de ellers dunkle tekststykker i det ældre digt; nogle elementer i Snorris tekst er dog i konflikt med, hvad der står i Völuspá.

#### Gylfaginningkapitel 25 og 33
I Gylfaginning fra Yngre Edda er der flere referencer til ragnarok, første gang i kapitel 25, hvor Høj fortæller Gangleri, kong Gylfe i forklædning, om gudinden Ydun, herunder at hendes æbler vil holde guderne unge indtil ragnarok. I kapitel 34 beretter Høj, hvordan Fenrisulven blev bundet, og at den vil forblive det indtil ragnarok. Høj forklarer også, at grunden til at guderne ikke straks dræbte ulven, var at de respekterede deres hellige steder så meget, at de ikke ville besmudse dem med ulvens blod, selv om den ville blive Odins død.

#### Gylfaginningkapitel 50
Kapitel 50 indeholder en detaljeret gengivelse af ragnaroks forløb suppleret med dele af Völuspá. Her forklarer Høj, at det første tegn på ragnaroks komme vil være Fimbulvinteren (”mægtige vinter”), hvor tre vintre vil komme uden sommer imellem. Inden vil tre andre vintre komme med store kampe, hvor brødre vil kæmpe mod hinanden, og det normale slægtssamfund vil bryde sammen. Derpå fortæller Høj, at ulven vil sluge solen, og hans bror vil sluge månen, hvilket menneskene vil føle som en stor ulykke. Stjernerne vil forsvinde, jorden og bjergene vil skælve, og alle bånd og lænker vil brydes; derfor vil Fenris slippe fri og løbe frem med åbent gab, og Naglfar vil rive sig løs med jætten Hrym ved roret. Havet vil oversvømme jorden, når Midgårdsormen går på land og spreder edder og gift omkring sig. I det øjeblik revner himlen, og Muspellsønnerne rider ud deraf med Surt i spidsen med sit sværd, der vil lyse klarere end solen. De vil ride over Bifrost, der vil bryde sammen under dem, til slaget på Vígríðr. Her vil de samles med de øvrige kaosmagter. Samtidig vil Heimdall rejse sig og blæse i sit horn, så guderne vækkes. Odin rider til Mimers brønd for at søge råd, og træet Yggdrasill vil skælve, og alle på hele jorden ryster af angst.
Aserne og einherjerne vil ruste sig og drage frem mod slagmarken, med Odin i front iført en gylden hjelm, ringbrynje og med spyddet Gungner i hånden. Odin går frem mod Fenris med Thor ved sin side, men Thor kan ikke hjælpe, da han må kæmpe mod Midgårdsormen. Frej kæmper bravt med Surt, men falder, fordi han mangler det sværd, han gav Skirnir. Garm kæmper mod Tyr, og den kamp ender med begges død. Det vil lykkes Thor at dræbe ormen, men han når kun ni skridt væk, før han selv dør af dens gift. Odin sluges af ulven, men hans søn, Vidar, dræber den iført sko med tykke såler og hævner dermed sin far. Loke og Heimdall dræber hinanden i kamp. Surt dækker nu hele jorden med sin ild, så hele verden brænder op. Herpå citerer Snorri strofe 46 og 47 fra Völuspá og strofe 18 fra Vafþrúðnismál, som fortæller om slagmarken.

#### Gylfaginningkapitel 51 og 52
I begyndelsen af kapitel 51 spørger Gangleri, hvad der vil være, efter at himmel og jord er blevet brændt, og alle guderne er døde, sammen med einherjerne og hele menneskeheden. Tridi svarer, at der vil være både gode og dårlige boliger, og det bedste sted vil være Gimle i himlen, hvor hallen Brimir med rigeligt drikke også vil befinde sig. I Niðafjöll vil salen Sindri, bygget af rødt guld, ligge; her vil gode og brave mænd bo. På Náströnd ligger imidlertid en hæslig sal, hvor edsbrydere og mordere må vandre hen. Derpå citeres Völuspá strofe 38 og 39, afbrudt af oplysningen om at Hvergelmir, hvor Nidhugg hakker i de døde, er det værste sted.
Kapitel 52 indledes med at Gangleri spørger om nogen af guderne vil overleve, og om noget af himlen og jorden vil være tilbage. Høj svarer, at jorden atter vil komme til syne fra havet, smuk og grøn med selvsåede marker. Der hvor Asgård engang var, vil Iðavöllr ligge, urørt af Surts flammer, og her vil Odins sønner Vidar og Vale bo. Thors sønner Mode og Magni, der nu besidder Mjølner, vil møde dem der. Og fra Hel vil Balder og Høder komme, og de vil sætte sig sammen og tale om fortidens begivenheder. De vil finde de guldbrikker, aserne havde haft i urtiden. Völuspá strofe 51 citeres derpå. Høj fortæller videre, at to mennesker, Liv og Livtraser har overlevet, og deres afkom vil genbefolke jorden. Dernæst fortælles det, at Sol på forunderlig vis har fået en datter, der vil følge hendes spor, hvorefter Vafþrúðnismál strofe 45 citeres. Hvad der videre vil ske, er der ifølge beretningen ingen, som ved.

### Bergbúa þáttr
Det er blevet foreslået, at "jættens" digt "Bjergboerens fortælling", der findes i totten Bergbúa þáttr fra 13. århundrede, indeholder flere paralleller til ragnarokmyten. Da Thórd og hans tjener en vinter er på vej til kirke, farer de vild, og de søger ly for natten i en hule. Inde i hulen hører de lyde, og opdager et par stærkt brændende øjne, der stirrer på dem. Væsenet med de brændende øjne reciterer da et digt på tolv strofer for dem. Dette digt indeholder flere referencer til den gamle hedenske mytologi, bl.a. optræder Thor, og profetier om fremtidige ødelæggelser, hvor bjergene vil ryste, jorden vil skælve og menneskene vil blive opslugt af skoldhedt varm og brændt af ilden. I strofe 10 omtales Surts ild. John Lindow foreslår, at profetien i digtet kan være en beskrivelse, der er en sammenblanding af destruktionen af jætternes og menneskets slægter. Men han mener også, at forudsigelserne om ødelæggelserne lige så vel kan passe på vulkansk aktivitet, der er almindelig på Island.

## Arkæologiske levn
En række udgravede objekter er blevet tolket som afbildninger af begivenheder, der skulle finde sted i forbindelse med ragnarok.

### Thorvalds kors
Thorwald's Cross er et fragment af en runesten fra Isle of Man rejst ved Kirk Andreas. På den er afbildet en skægget mand, som holder et spyd mod en ulv, der bider hans ene fod. På mandens skulder sidder en stor fugl. Stenen dateres af Rundata til 940, mens andre daterer den til 11. århundrede. Selv om billedet er placeret ved siden af et kors, tolkes det almindeligvis som en afbildning af Odins død i ragnarokslaget. Et andet billede på stenen tolkes som Kristus triumf over satan, og den betegnes derfor som et eksempel på den synkretistiske kultur der fandtes i forbindelse med religionsskiftet i Norden.

### Gosforth Cross
Gosforth Cross fra 11. århundrede blev rejst i Cumbria i England. Pga. kombinationen af nordiske og kristne symboler er det beskrevet som en parallel til Thorwald's Cross. Billederne på korset er i Borrestil og forestiller sandsynligvis scener fra både den kristne dommedag og det nordiske ragnarok. Et af billederne viser en mand, der med den ene fod træder et uhyres underkæbe ned og med den anden holder overkæben oppe, mens han holder et spyd; det er sandsynligvis Vidar, der dræber Fenris.

### Ledberg-stenen
På den svenske Ledberg-sten fra 11. århundrede er der i lighed med Thorwald's Cross, et billede af en mand, hvis ene fod står i munden på et firbenet uhyre; det kunne være Odin, der fortæres af Fenris i ragnarokslaget. Neden under er et billede af en mand med hjelm, men uden ben, som rækker armene frem. Det er usikkert, hvem denne figur forestiller, og derfor kan motivet på stenen også være en fremstilling af en anden kamp.

### Skarpåker-stenen
På Skarpåker-stenen fra begyndelsen af 11. århundrede i Södermanland er der en runeindskrift, hvor en fader begræder tabet af sin søn med stroferne fra et digt, der også kendes fra Ældre Edda:
| Iarð skal rifna ok upphiminn | "Jord skal sønderrives også over himlen." |  |

Jansson (1987) bemærker, at enhver i samtiden, som læste denne inskription, ville blive mindet om ragnarok og derved vide, hvor stor en sorg denne fader havde følt over sønnens død.

## Teorier

### Muspille,Heliandog sydgermansk tradition
Opdagelsen af det oldhøjtyske digt Muspilli fra 9. århundrede har medført flere teorier om forholdet mellem det og den nordiske forestilling om ragnarok. Muspilli er et kristent digt, der omhandler dommedag. I det oldsaksiske digt Heliand fra 9. århundrede om Kristi liv forekommer samme ord i forskellige former. I begge digte bruges ordet til at beskrive verdens undergang gennem ild. Det tolkes almindeligvis som et tegn på, at forestillingen om Ragnarok også var udbredt blandt sydgermanerne. Forbindelsen mellem det oldhøjtyske begreb Muspille og det norrøne Muspell er ikke blevet endeligt klarlagt, men Anders Bæksted har foreslået, at det var i udviklingen af den nordiske udgave af undergangsmyten, at Muspell blev til et personnavn. I andre nordiske tekster optræder beslægtede ord i beskrivelsen af Ragnarok, men der er endnu ikke blevet påvist nogen etymologisk forbindelse mellem dem.

### Protoindoeuropæisk basis
Der er blevet påvist flere paralleller mellem den nordiske idé om ragnarok og forestillinger fra andre indoeuropæiske kulturer. Det er derfor blevet foreslået, at fortællingen om ragnarok repræsenterer en senere udvikling af en gammel proto-indoeuropæisk idé om verdens undergang, i lighed med andre beslægtede kulturer. Lighederne indbefatter bl.a. en langvarig kosmisk vinter. Den findes også blandt oldiranerne, bundashihn og Jamshid. Vídar er blevet sammenlignet med den vediske gud Vishnu, der ligesom Vidar brugte specielle sko i sin kosmiske kamp mod en enorm ulv.

### Kristen indflydelse
I mange fremstillinger karakteriseres myten som meget lig den kristne Apokalypse, og en række elementer i Ragnarokmyten er blevet tolket som direkte kristne indlån. Et af dem er Heimdall og Gjallerhorn. Hans blæsning hornet skal kalde guderne sammen forud for det endelige slag. Denne er muligvis en inspiration fra Johannes' Åbenbaring, hvor basunblæsende engle varsler Dommedag.

### Vulkanudbrud
Hilda Ellis Davidson har fremført den teori, at begivenhederne i Völuspá efter gudernes død, da solen bliver sort, og damp og flammer stiger mod himlen, er inspireret af vulkanudbrud på Island. Ældre beskrivelser af historiske udbrud har store ligheder med beskrivelsen i digtet, især udbruddet ved Laki i 1783. Bertha Phillpotts mener ligefrem, at figuren Surt selv er blevet inspireret af sådanne udbrud, og at han derfor var en vulkandæmon. Surts navn forekommer i nogle islandske stednavne, heriblandt lavagrotten Surtshellir i det vestlige Island.

## Moderne indflydelse
Ragnarok har været genstand for en række forskellige kunstneriske fremstillinger og referencer også i moderne tid. I relation til romantiske strømning i19. århundrede fik den nordiske mytologi en opblomstring, hvilket bl.a. gav sig udtryk i både billeder og musik. "Ragnarok" er titlen på en vægfrise fra 1825 af den tysk-danske billedhugger Hermann Ernst Freund. "Beginn der Götterdämmerung" er en kultegning fra 1881 af Karl Ehrenberg. Myten har også været inspiration for to operaer. Den ene er Richard Wagners Götterdämmerung fra 1876, og den anden er den mindre kendte engelske komponist David Bedfords opera Ragnarok fra 1983.
Ragnarokmyten har også haft indflydelse på andre områder af moderne musik, herunder det norske bandnavn Ragnarok, titler på albums og sange, fx det amerikanske band GWARs "Ragnarok" fra 1995, og det færøske band Týrs konceptalbum Ragnarok fra 2006, de svenske band Amon Amarths Twilight of the Thunder God fra 2007, samt Leaves' Eyes’ sang "Ragnarok" fra albummet Njord fra 2009. Siden 2004 har der i Tyskland været afholdt en musikfestival med nevnet Ragnarök Festival.
Myten har også været baggrund for tegneserier som den sydkoreanske manhwa Ragnarok, der blev påbegyndt i 1995. Denne serie har igen inspireret til MMORPG’et Ragnarok Online, der blev udgivet i den første version i 2001. Den japanske manga The Mythical Detective Loki Ragnarok (1999–2001) der er løst bygget over den nordiske mytologi.
Navnet Ragnarok er også blevet brugt i computerspil, bl.a. som navnet på en af hovedpersonernes sværd i både Final Fantasy IV til Super Nintendo og Final Fantasy VII fra 1997 og Final Fantasy IX fra 2000 til Playstation, samt et luftskib i Final Fantasy VIII fra 1999. I den 8. titel i Tomb Raider serien, "Tomb Raider Underworld", er det Lara Crofts opgave, at forhindre at Ragnarok finder sted.